# Canberra United FC
Canberra United FC – kobiecy klub piłkarski z siedzibą w Canberze. Założony w 2008 roku, występujący w rozgrywkach W-League. Canberra United jest jedynym klubem z W-League, który nie podlega sekcji klubu z A-League.
Klub Canberra United prowadzi akademie piłkarską – Canberra United Academy, w której funkcjonują sekcje młodzieżowe zarówno męskie i kobiece w różnych kategoriach wiekowych. Od sezonu 2017/2018 sekcja męska występuje w rozgrywkach National Youth League.

## Osiągnięcia
- Mistrz Australii (2): 2012, 2014;
- Zwycięzca sezonu zasadniczego (3): 2012, 2014, 2017[4].